# Escola de Treino de Voo Elementar N.º 4 da RAAF
A Escola de Treino de Voo Elementar N.º 4 foi uma unidade de treino de pilotagem da Real Força Aérea Australiana (RAAF) que operou durante a Segunda Guerra Mundial. Foi uma de doze escolas de treino de voo elementar criadas pela RAAF para providenciar instrução introdutória a recrutas da RAAF para mais tarde se tornarem pilotos. Fez parte do esforço de guerra australiano sob os termos do Esquema de Treino Aéreo do Império. A Escola de Treino de Voo Elementar N.º 4 foi formada em Janeiro de 1940 em Mascot, Nova Gales do Sul, e inicialmente operou em conjunto com organizações aeronáuticas civis que já estavam sediadas em Mascot e Newcastle. A escola foi dissolvida em Abril de 1942, e as suas operações foram transferidas para a Escola de Treino de Voo Elementar N.º 6, em Tamworth.

## História
A instrução de voo na Real Força Aérea Australiana sofreu profundas modificações com o despoletar da Segunda Guerra Mundial, devido ao grande aumento de voluntários que se queriam tornar tripulantes aéreos e também à participação da Austrália no Esquema de Treino Aéreo do Império. A unidade de treino de pilotagem da força aérea antes da guerra, a Escola de Treino de Voo N.º 1 na Estação de Point Cook, em Vitória, foi substituída entre 1940-41 por doze escolas de treino de voo elementar e oito escolas de treino de voo de serviço. As escolas de treino de voo elementar providenciavam um curso de voo de doze semanas aos alunos que se graduavam em alguma das escolas de treino inicial da RAAF. O treino de voo era composto por duas fases: a primeira tinha a duração de quatro semanas (incluindo 10 horas de voo) para determinar quais os alunos capazes de se tornarem pilotos. Aqueles que conseguissem ser nomeados passavam de seguida por mais oito semanas (incluindo 65 horas de voo) na escola. Os pilotos que concluíssem com sucesso este curso eram transferidos para uma escola de treino de voo de serviço na Austrália ou no Canadá, para receberem a próxima fase de instrução como aviadores militares.

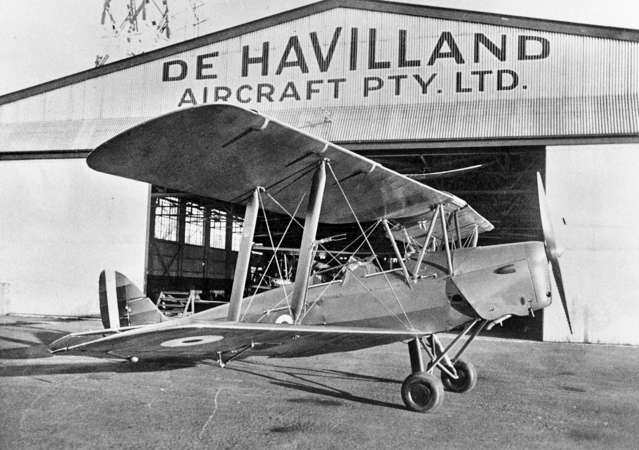
Um avião de treino Tiger Moth em frente ao hangar da De Havilland, no aeródromo de Mascot, antes de fazer parte da frota da RAAF, em 1940

A Escola de Treino de Voo Elementar N.º 4 foi formada no aeródromo de Kingsford Smith, em Mascot, Nova Gales do Sul, no dia 2 de Janeiro de 1940, e ficou subordinada ao Grupo N.º 2 da RAAF. O seu comandante inaugural foi o Líder de Esquadrão A. W. L. Ellis. Mascot era o aeroporto civil de Sydney desde 1920, e era a casa de várias organizações de aviação civil. A posição do aeródromo como centro da instrução de aviação civil em Nova Gales do Sul levou a que o local fosse o escolhido para se tornar na base da quarta escola de voo criada pela RAAF durante a Segunda Guerra Mundial. O mesmo principio foi seguido na criação da Escola de Treino de Voo Elementar N.º 1 em Parafield, na Austrália Meridional, na Escola de Treino de Voo Elementar N.º 2, em Archerfield, Queensland, e na Escola de Treino de Voo Elementar N.º 3 em Essendon, Vitória.

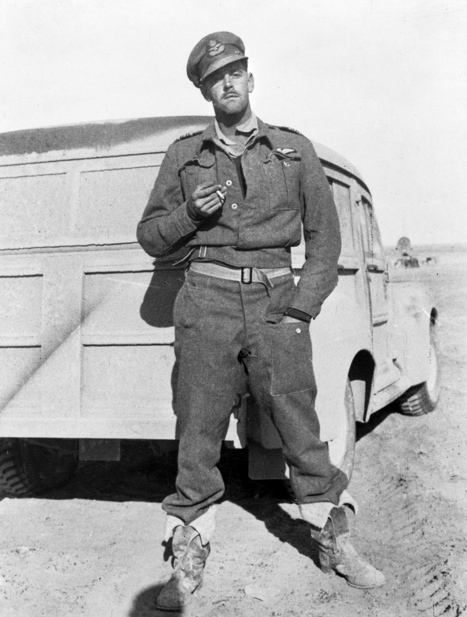
Tenente de voo Clive Caldwell, um graduado da Escola de Treino de Voo Elementar N.º 4 que se tornou no maior ás da aviação australiano da Segunda Guerra Mundial, no Médio Oriente, em Dezembro de 1941

O primeiro curso de treino na Escola de Treino de Voo Elementar N.º 4 não foi realizado sob os termos do Esquema de Treino Aéreo do Império, mas sim pelas organizações civis sediadas no aeródromo, através de um contrato com o governo australiano. Os instrutores destas organizações foram incorporados como oficiais na RAAF. Esta escola de voo estava dividida em quatro partes: a "A" (treino conduzido pelo Real Aero Clube de Nova Gales do Sul), a "B" (treino conduzido pelo Kingsford Smith Air Services Pty Ltd), a "C" (treino conduzido por Airflite Pty Ltd) e "D" (treino conduzido em Newcastle pelo Aero Clube de Newcastle). A frota de aeronaves de treino era composta por aviões de Havilland Tiger Moth e Gispy Moth. Todos os cadetes estavam sujeitos à disciplina militar da RAAF, e o programa de treino da escola era dirigido pelo oficial comandante. A primeira leva de vinte e quatro estudantes chegou à unidade em 8 de Janeiro de 1940. A condições da escola eram muito limitadas: o quartel-general da escola localizava-se num edifício do Real Aero Clube, e os cadetes tinham que pagar para ficar alojados em quartos no Hotel Brington-Le-Sands.
A força de efectivos da Escola de Treino de Voo Elementar N.º 4 no dia 1 de Fevereiro de 1940 era de vinte e cinco militares, um civil e vinte e quatro cadetes. Quatro dias depois, a escola recebeu mais vinte e quatro cadetes. No dia 29 de Abril, deu-se inicio ao primeiro curso sob os termos do Esquema de Treino Aéreo do Império. Durante o mês de Agosto de 1940, os contratos do governo com as organizações civis no aeródromo chegaram ao fim, e as suas aeronaves—quinze aviões Tiger Moth e oito Gispy Moth—foram incorporados nas fileiras da RAAF; apenas a Airflite continuou a trabalhar com a escola, providenciando trabalho de manutenção. No dia 18 de Novembro, um instrutor faleceu quando caiu numa rua aquando de uma manobra aérea no seu Tiger Moth; a meio da manobra, o dispositivo que o mantinha seguro à aeronave soltou-se. Nem o instrutor nem o seu aluno, que mal conseguiu aterrar a aeronave, usavam paraquedas naquele dia. No dia 27 de Dezembro, um Tiger Moth aterrou em cima de outro; ambos os aviões ficaram severamente danificados, contudo nao houve nenhuma fatalidade.
A 1 de Fevereiro de 1941, a Escola de Treino de Voo Elementar N.º 4 contava com 121 militares e 62 alunos. No dia 6 de Abril, dois aviões Tiger Moth colidiram, ceifando a vida ao instrutor e ao pupilo e um dos aviões; os dois tripulantes do outro avião sobreviveram após uma aterragem forçada num campo de golfe. Devido à urgência em alojar elementos das Forças Aéreas do Exército dos Estados Unidos na Austrália, a Escola de Treino de Voo Elementar N.º 4 foi dissolvida no dia 24 de Abril de 1942, e as suas operações foram transferidas para a Escola de Treino de Voo Elementar N.º 6 em Tamworth, Nova Gales do Sul. Clive Caldwell, que se tornou no maior ás da aviação australiano durante a Segunda Guerra Mundial, foi um dos alunos que se graduou na Escola de Treino de Voo Elementar N.º 4.

## Comandantes
A Escola de Treino de Voo Elementar N.º 4 foi comandada pelos seguintes oficiais:
| Início de comando    | Nome                              |
| -------------------- | --------------------------------- |
| 2 de Janeiro de 1940 | Líder de Esquadrão A. W. L. Ellis |
| 7 de Junho de 1941   | Tenente de Voo R. S. Nichol       |